# Если бы это была любовь
Если бы это была любовь (фр. Si c'était de l'amour) — французский документальный фильм режиссёра Патрика Чиха, выпущенный в 2020 году. Фильм рассказывает о профессиональной и личной жизни танцоров в гастрольном спектакле «Толпа» хореографа Жизель Вьен о рейв-сцене 1990-х годов.
Театральная премьера фильма состоялась в феврале 2020 года в стриме Panorama Dokumente на 70-м Берлинском международном кинофестивале, где он получил награду за лучший документальный фильм по программе Teddy Award для фильмов на тему ЛГБТК.
Публичная театральная премьера фильма состоялась во Франции в марте 2020 года.